# Кеворкян, Франсуа
Франсуа Кеворкян  (фр. François Kevorkian); род. 10 января 1965 или 1954 ?, Родез, Франция) — американский диджей армянского происхождения, продюсер, ремиксер и владелец лейбла. Начинал свою карьеру в таких культовых клубах, как Paradise Garage и Studio 54, считается одним из основоположников хаус-музыки. Дважды был удостоен награды Зала славы танцевальной музыки 2005 года.

## Биография
Франсуа Кеворкян (арм. Ֆրանսուա Գեւորգեան) родился и вырос во Франции, стал увлекаться игрой на барабанах еще в подростковом возрасте. Он переехал в Соединенные Штаты в 1975 году. В феврале 1976 года владелец клуба Galaxy нанял Франсуа, чтобы тот играл на барабанах, пока играл его ди-джей. Этим диджеем был Уолтер Гиббонс (который вместе с Томом Моултоном был пионером в создании ремиксов). Среди барабанщиков конкуренция была очень высокой, поэтому он решил попробовать себя в качестве диск-жокея в подпольных клубах Нью-Йорка. Его карьера быстро пошла вверх. Ди-джейство стало его основным занятием. Вскоре он освоил технику редактирования песен и треков на кассетных магнитофонах, и начал делать диско-попурри. Джеллибин Бенитес из Experiment 4 помог ему получить звание диджея-резидента, он, на тот момент, был резидентом, а Франсуа был помощником официанта. Он чистил туалеты и выполнял множество других работ, мечтая играть там музыку. Кеворкян постоянно давал послушать свои записи Бенитесу, вскоре они стали друзьями. Однажды Джеллибин заболел и вместо себя предложил Франсуа в качестве диджея.
Ему предложили должность A&R (Artists and repertoire), человека, который занимается подбором музыки и артистов, для танцевального инди-лейбла Prelude Records, что позволило ему получить возможность находиться в профессиональной студии и делать ремиксы. Его первый ремикс на трек Патрика Адамса «In The Bush» пользовался успехом как в клубах, так и на радио. Это был первый из множества ремиксов, которые помогли Prelude определить звучание танцевальной музыки Нью-Йорка, в том числе песни «You’re The One For Me» и «Keep On» коллектива D-Train и «Beat The Street» Шэрон Редд. Он покинул Prelude в 1982 году. Тогда же наибольшее количество его синглов достигло первой позиции в чарте танцевальной музыки Billboard, в который вошли его ремиксы на уже ставшие классикой песни, такие как «Situation» группы Yazoo и «Go Bang» группы Dinosaur L.
В 1980-х он также выступал в качестве диджея в клубе Zanzibar в Ньюарке, штат Нью-Джерси, откуда родом бренд дип-хауса или гараж-хауса Jersey Sound. Франсуа взял шестилетний перерыв в диджеинге в 1983 году, а в 1987 году основал Axis Studios, на которой записывались Мадонна, C + C Music Factory, Мэрайя Кэри и Deee-Lite.
Студия Axis Studios, по иронии судьбы, находилась в том же здании, что и Studio 54. Она быстро превратилась в крупную коммерческую организацию. Из-за напряженной студийной работы Франсуа оставил диджеинг, чтобы посвятить себя записи и продюсированию, но не мог оставаться в стороне от вертушек и снова начал сводить пластинки в начале 1990 года. Только теперь он вышел на международный уровень, начал путешествовать со своими сетами и получил известность за рубежом, в том числе в Японии. Он гастролировал по Японии, выступая с Ларри Леваном летом 1992 года («Harmony Tour») прямо перед смертью Левана в ноябре того же года. Спрос на его выступления, как ди-джея привел к тому, что он стал выступать в лучших клубных заведениях по всему миру, включая лондонские «Ministry Of Sound» и «Fabric», японские «Spacelab Yellow», «Pacha» и «Space» на Ибице, а также итальянские «Angels Of Love» и на множестве масштабных фестивалей.
Его профессиональная карьера не перестала развиваться, поскольку он возродил свой интерес к более электронному звуку, и выпуск его сэта Sonar Music в 2002 году стал поворотным моментом; он начал играть в гораздо более резком и футуристическом стиле, больше связанном с техно и дабом, чем хаусным звучанием, с которым он отождествлялся как ди-джей. В 2002 году он также начал гастролировать вместе с Дерриком Мэем, играя вместе как «Cosmic Twins». Его  выступления в берлинском Tresor, Manchester's Sankey's Soap и London's Fabric помогли ему приобрести множество молодых поклонников, которые, возможно, не знали о его предыдущей работе, что, в свою очередь, привело к выпуску в 2006 году сборника CD под названием Frequencies.
В апреле 2003 года он стал резидентом на новом еженедельном мероприятии в Нью-Йорке под названием «Deep Space NYC», формат которого чрезвычайно эклектичен, начиная от техно, дабстепа, хип-хопа, а также драм-н-бейс, хаус-музыки до регги и диско. В своей компеляции он микширует Deep Space NYC Vol. 1, сборник, включающий несколько его собственных оригинальных произведений (наряду с легендами ямайского дубляжа Mutabaruka и U-Roy); он также  сделал заметные ремиксы для Moloko, Yoko Ono, Cesária Évora, Nina Simone, а также для своего собственного лейбла. В 2005 году он был занесен в Зал славы танцевальной музыки как ремиксер и диджей.
В 2002 году он руководил большим лейблом Wave Music, который с момента своего основания в 1995 году выпускал самую разнообразную музыку, в который входили проект Milk & Honey Итаала Шура, Кевин Авианс, Fonda Rae, Floppy Sounds и сам Франсуа К. (Его последний сборник миксов Deep and Sexy предлагает глубокую и красивую коллекцию выпущенных Wave треков.) В 2013 году Кеворкян читал лекцию в Red Bull Music Academy, где рассказал об истории танцевальной музыки Нью-Йорка, свидетелем которой он стал с 1975 года. Кроме того, он регулярно путешествует по миру в качестве ди-джея и вместе с Джо Клосселом и Дэнни Кривитом - устраивает воскресную вечеринку Body & Soul в Manhattan’s Vinyl Club.

## Дискография
| название                                                              | лейбл                         | формат                    | год выпуска |
| --------------------------------------------------------------------- | ----------------------------- | ------------------------- | ----------- |
| FK - EP                                                               | Wave Music                    | Vinyl, 12", 33 ⅓ RPM      | 1995        |
| Atmosfear / Francois K – Dancing In Outer Space                       | Disorient                     | Vinyl, 12", 33 ⅓ RPM      | 1998        |
| François K – Time And Space                                           | Wave Music                    | Vinyl, 12", 33 ⅓ RPM      | 1998        |
| François K – Awakening                                                | Yellow Productions/Wave Music | Vinyl, 12", 33 ⅓ RPM      | 2001        |
| François K – Enlightenment                                            | Wave Music                    | Vinyl, 12", 33 ⅓ RPM      | 2004        |
| U-Roy & François K – Rootsman                                         | Deep Space Media              | Vinyl, 10", 33 ⅓ RPM      | 2005        |
| François K – Mindspeak Remixes                                        | Wave Music                    | Vinyl, 12", 33 ⅓ RPM      | 2005        |
| François K / David Alvarado – NRK: 10 #1                              | NRK Sound Division            | Vinyl, 10", 33 ⅓ RPM      | 2006        |
| François K – Road Of Life                                             | Deep Space Media              | Vinyl, 12", 33 ⅓ RPM, WAV | 2007        |
| Mudd / Francois K – Too High To Move: The Quiet Village Remix Sampler | Pyramids Of Mars              | Vinyl, 12", 33 ⅓ RPM, WAV | 2012        |

## Студийная работа над проектами
| название                                                       | лейбл                  | формат               | год выпуска |
| -------------------------------------------------------------- | ---------------------- | -------------------- | ----------- |
| Musique - "In the Bush"                                        | Prelude                | Vinyl, 7", 33 ⅓ RPM  | 1978        |
| Unlimited Touch - "I Hear Music in the Streets"                | Prelude                | Vinyl, 12", 33 ⅓ RPM | 1980        |
| Sharon Redd – Can You Handle It                                | Prelude                | Vinyl, 12", 33 ⅓ RPM | 1980        |
| The Strikers – Body Music                                      | Prelude                | Vinyl, 12", 33 ⅓ RPM | 1981        |
| Sparque – Let's Go Dancin'                                     | West End               | Vinyl, 12", 33 ⅓ RPM | 1981        |
| D Train – You're The One For Me                                | Prelude                | Vinyl, 12", 33 ⅓ RPM | 1981        |
| Dinosaur L - Go Bang                                           | (Sleeping Bag)         | Vinyl, 12", 33 ⅓ RPM | 1981        |
| D Train – Keep On                                              | Prelude                | Vinyl, 12", 33 ⅓ RPM | 1982        |
| WHAM! - Enjoy what you do (WHAM! rap)                          | Columbia               | Vinyl, 12", 33 ⅓ RPM | 1982        |
| Tin Tin - Kiss Me(U.S. Remix)                                  | (Sire WEA Records)     | Vinyl, 12", 33 ⅓ RPM | 1982        |
| D Train – Walk on By                                           | Prelude                | Vinyl, 12", 33 ⅓ RPM | 1982        |
| Yazoo - Situation                                              | (Mute)                 | Vinyl, 12", 33 ⅓ RPM | 1982        |
| D Train – Music                                                | Prelude                | Vinyl, 12", 33 ⅓ RPM | 1982        |
| Sharon Redd – Beat The Street                                  | Prelude                | Vinyl, 12", 33 ⅓ RPM | 1982        |
| Sharon Redd – Sharon Redd – Never Give You Up / Send Your Love | Prelude                | Vinyl, 12", 33 ⅓ RPM | 1982        |
| U2 - Two Hearts Beat As One / New Year's Day                   | Island                 | Vinyl, 12", 33 ⅓ RPM | 1983        |
| The Smiths - This Charming Man                                 | Rough Trade            | Vinyl, 12", 33 ⅓ RPM | 1983        |
| Thomas Dolby - Dissidents                                      | EMI Records Ltd.       | Vinyl, 12", 33 ⅓ RPM | 1984        |
| Kraftwerk - Tour de France                                     | EMI – Warner Bros.     | Vinyl, 12", 33 ⅓ RPM | 1984        |
| Mick Jagger - Lucky in Love / Just Another Night               | Columbia               | Vinyl, 12", 33 ⅓ RPM | 1984        |
| David Gilmour - Blue Light (12" Mix)                           | Harvest                | Vinyl, 12", 33 ⅓ RPM | 1984        |
| Ashford & Simpson - Solid (As A Rock)                          | Capitol                | Vinyl, 12", 33 ⅓ RPM | 1984        |
| King Crimson - Sleepless                                       | EG, Polydor            | Vinyl, 12", 33 ⅓ RPM | 1984        |
| Adam Ant - Apollo 9 (Francois Kevorkian 'Splashdown' 12" Mix)  | CBS                    | Vinyl, 12", 33 ⅓ RPM | 1984        |
| Diana Ross - Eaten Alive (Hot Extended Dance Mix)              | RCA                    | Vinyl, 12", 33 ⅓ RPM | 1985        |
| Diana Ross - Chain Reaction (Special New Mix)                  | RCA                    | Vinyl, 7", 33 ⅓ RPM  | 1985        |
| Diana Ross - Experience (Special Dance Mix)                    | Capitol Records        | Vinyl, 12", 33 ⅓ RPM | 1985        |
| Jean Michel Jarre - Zoolookologie                              | Disques Dreyfus France | Vinyl, 12", 33 ⅓ RPM | 1985        |
| Scritti Politti - Perfect Way(UK 12" single)                   | Virgin                 | Vinyl, 12", 33 ⅓ RPM | 1985        |
| Joni Mitchell - Shiny Toys (12" single Version)                | Geffen Records         | Vinyl, 12", 33 ⅓ RPM | 1985        |
| James (D-Train) Williams – Misunderstanding                    | Columbia               | Vinyl, 12", 33 ⅓ RPM | 1986        |